# Cereopsius arbiter
Cereopsius arbiter là một loài bọ cánh cứng trong họ Cerambycidae.